# Reservoir van Barasona

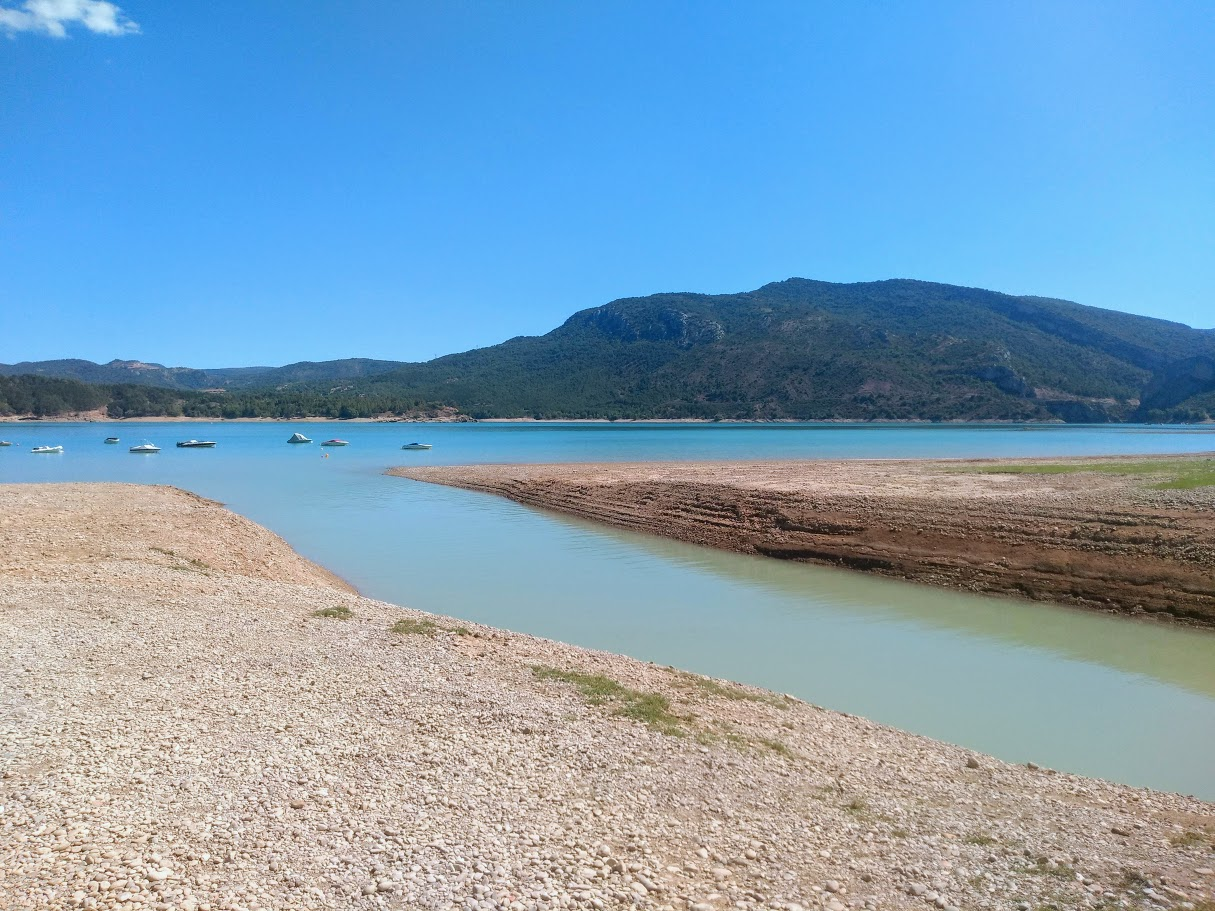
Het reservoir van Barasona

Het Reservoir van Barasona (Spaans: Embalse de Barasona-Joaquín Costa) is een reservoir in Huesca, Aragón, Spanje. Het reservoir ligt ten noorden van de N-123 en ten zuiden van de stad Graus. Het water in het reservoir is merendeels smeltwater, afkomstig uit de Pyreneeën.

## Galerij

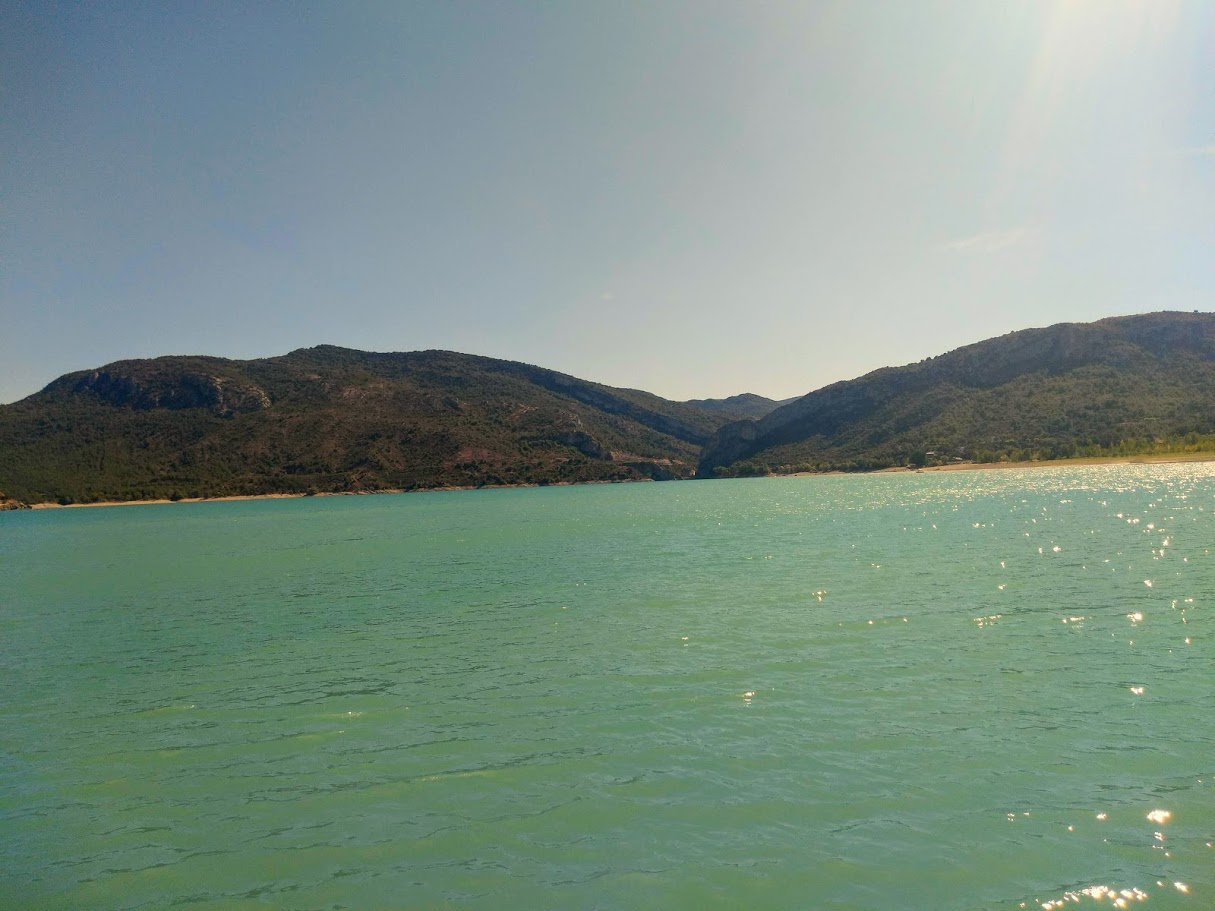
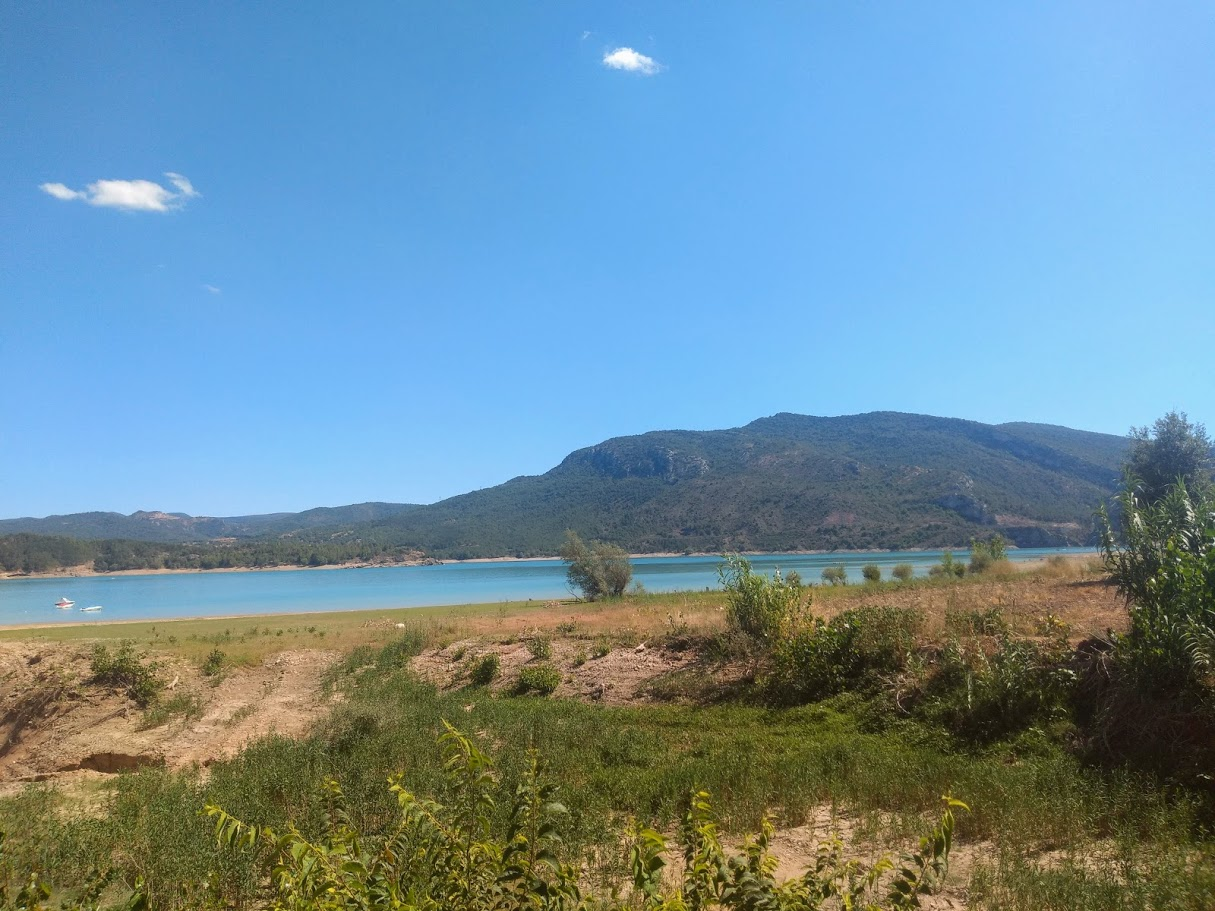